# USS LST-554
O USS LST-554 foi um navio de guerra norte-americano da classe LST que operou durante a Segunda Guerra Mundial.

## Construção e comissionamento
O LST-554 foi entregue em 30 de janeiro de 1944, em Evansville, Indiana, pela Missouri Valley Bridge e Iron Company. Ele foi lançado ao mar em 18 de março de 1944, apadrinhada pela Sra T. R. Davis e comissionado em 27 de abril de 1944.

## História de serviço
Durante a Segunda Guerra Mundial, LST-554 foi atribuído ao Teatro de Operações do Pacífico. Ele participou da captura e ocupação das ilhas do sul de Palau em setembro e outubro de 1944. Participou da campanha das Filipinas, nos desembarques de Leyte em outubro e novembro de 1944 e desembarques do Golfo de Lingayen em janeiro de 1945. Participou também do assalto e ocupação de Okinawa Gunto em abril de 1945.
Após a guerra, o LST-554 retornou aos Estados Unidos.

## Descomissionamento e disposição
O LST-554 foi descomissionado em 20 de julho de 1946 e removido da Lista da Marinha em 25 de setembro de 1946. Em 29 de março de 1948, ele foi vendido para Kaiser Shipyards, de Vancouver (Washington), para demolição.